# Aristolochia paracleta
Aristolochia paracleta Pfeifer – gatunek rośliny z rodziny kokornakowatych (Aristolochiaceae Juss.). Występuje endemicznie w Gwatemali.

## Morfologia
Pokrójpnąca o trwałych, zdrewniałych i owłosionych pędach.
LiścieMają prawie okrągły lub eliptyczny kształt. Mają 10–20 cm długości oraz 6–15 cm szerokości. Nasada liścia ma tępy kształt. Całobrzegie, z tępym wierzchołkiem. Są owłosione od spodu. Ogonek liściowy jest owłosiony i ma długość 1–1,2 cm.
KwiatyZebrane są w gronach. Mają brązowo-purpurową barwę i 5–7 cm długości. Mają wygięty kształt.

## Biologia i ekologia
Rośnie w wiecznie zielonych lasach. Występuje na wysokości około 1000 m n.p.m.